# Dasyhelea heyuxiani
Dasyhelea heyuxiani är en tvåvingeart som beskrevs av Yu, Yuan och Zeng 2006. Dasyhelea heyuxiani ingår i släktet Dasyhelea och familjen svidknott. Inga underarter finns listade i Catalogue of Life.